# Намики, Цукими
Цукими Намики (род. 17 сентября 1998, Нарита, Тиба) — японская боксёрша. Призёр чемпионатов мира 2018 года. Бронзовый призёр летних Олимпийских игр 2020 года. Член сборной Японии по боксу.

## Карьера
На 10-м чемпионате мира по боксу среди женщин в Индии, в поединке 1/2 финала, 23 ноября 2018 года, японская спортсменка встретилась с казахстанкой Жайной Шекербековой, уступила ей и завершила выступление на мировом первенстве, завоевав бронзовую медаль турнира. Это первый столь серьёзный успех японской девушки на международных турнирах по боксу.
На Олимпийских играх в Токио, которые проходили летом 2021 года, японская спортсменка в весовой категории до 51 кг сумела дойти до полуфинала. По ходу соревнования выбив из борьбы спортсменок из Уганды, Бразилии и Колумбии. В полуфинале уступила Стойке Крыстевой и завоевала бронзовую медаль Игр.